# コンスタンティノープル包囲戦 (626年)
626年のコンスタンティノープル包囲戦（コンスタンティノープルほういせん）は、サーサーン朝、アヴァール人、スラヴ人（スクラヴェニ族）が東ローマ帝国の首都コンスタンティノープルを包囲した戦い。防衛側の東ローマ帝国の戦略的勝利に終わった。この危機を脱した東ローマ帝国は、同年および翌627年の内にヘラクレイオス帝 (在位: 610年–641年)のもとで反撃に転じ、それまで防戦一方だった対サーサーン朝戦線を590年ごろの国境線まで押し戻すことに成功した。一方敗れたサーサーン朝ホスロー2世は628年に息子カワード2世によって廃位、殺害され、以降サーサーン朝は混乱を極め、滅亡に向かっていくことになった。

## 背景
602年、東ローマ帝国でフォカスがマウリキウス (在位: 582年–602年)を処刑して帝位を奪った。しかしフォカスは残虐かつ内政面で無能な君主だった。彼の元で東ローマ帝国は不安定になり、サーサーン朝のホスロー2世 (在位: 590年–628年) はこの機に乗じて、フォカスの帝位簒奪を口実に東ローマ帝国へ侵攻した。当初サーサーン朝は快進撃を続け、東ローマ帝国の勢力をアナトリア半島の中心部まで追い込んだ。この間、東ローマ帝国ではカルタゴ総督ヘラクレイオスが反乱を起こし、その同名の息子ヘラクレイオスがフォカスを倒し、帝位についていた。経験が浅いながらも並外れた気力を備えたヘラクレイオスは、直ちにフォカスが破壊した帝国の再建に着手した。しかし、東ローマ軍は何度か反撃に出てメソポタミアに進出したものの、サーサーン朝の進撃を止めることはできなかった。サーサーン朝軍はカルケドンを攻略し、コンスタンティノープル侵攻への道を開いた。東ローマ宮廷ではヨハネス・セイスモスが近衛部隊へのパンの配給を止めたり、パンの値段を3フォリスから8フォリスに引き上げるなどして食糧の節約確保を試みたが、626年5月14日から15日にかけて暴動が起き、セイスモスは排除された。包囲が始まるというときまで、コンスタンティノープル市内の騒乱は収まりきっていなかった。

## 包囲戦

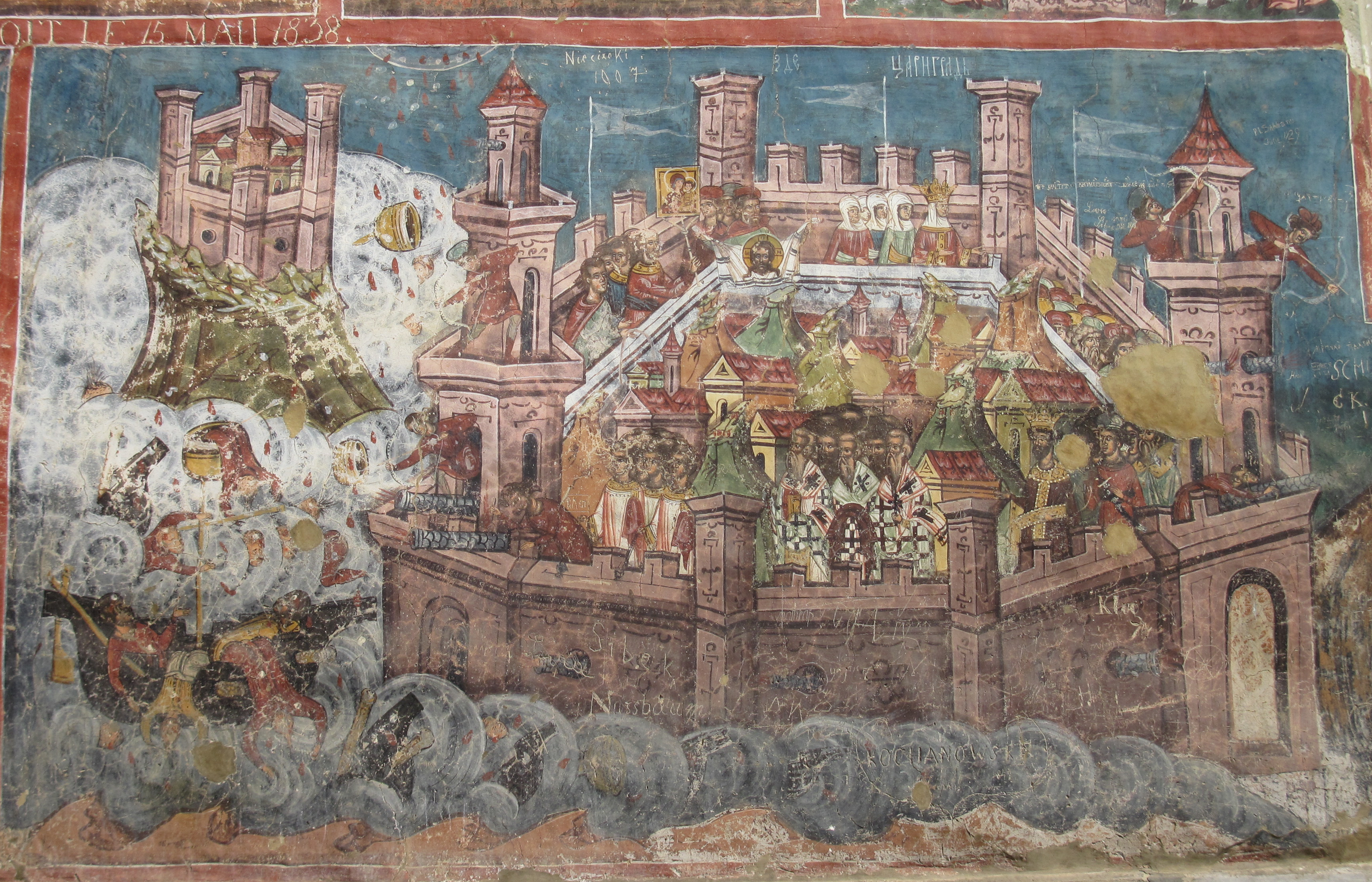
ルーマニア、モルドヴィツァ修道院の壁に描かれた626年コンスタンティノープル包囲戦の絵。

ホスロー2世は、東ローマ帝国の息の根を止めるには、その進撃に対する決定的逆襲を決める必要があると考え、外国人をふくむあらゆる腕利きの者を徴兵し、精鋭の二軍を新設した。将軍シャーヒーン (Shahin Vahmanzadegan) は5万の軍を与えられ、メソポタミアとアルメニアでヘラクレイオスの反撃を防いだ。より小規模な部隊を率いるシャフルバラーズはヘラクレイオス軍の脇をすりぬけ、サーサーン軍の前線基地となっていたカルケドンまで突出し、ボスポラス海峡を渡ってコンスタンティノープルを直接攻撃する準備を始めた。またホスロー2世はアヴァールのカガンとも連絡を取り、ヨーロッパ側とアジア側からコンスタンティノープルを挟撃する手はずを整えた。サーサーン朝軍がカルケドンに駐屯する一方、アヴァール人はヨーロッパ大陸側からコンスタンティノープルを包囲し、ウァレンス水道橋を破壊した。ボスポラス海峡では東ローマ海軍が制海権を維持していたため、サーサーン朝軍がヨーロッパ側に渡って同盟者アヴァール人と合流することはかなわなかった。このため攻城戦に長けたサーサーン朝軍はヨーロッパ側にあるコンスタンティノープルの攻撃に直接参加できず、攻城側の連合軍の力は大きく削がれた形になっていた。また海峡を挟んで確実に情報を伝達することもできないため、アヴァール人とサーサーン朝の両陣営が連絡を取ることも難しかった。
コンスタンティノープルの防衛は、総大主教セルギオス1世とパトリキオスのボヌスが担った。敵がコンスタンティノープルを包囲したことを知ったヘラクレイオスは、自軍を3つに分けた。首都コンスタンティノープルは厳重な防衛設備が整えられていて比較的安全と思われたが、ヘラクレイオスは守備隊の士気を上げることを意図して、あえて一軍を割いてコンスタンティノープルへ送った。ヘラクレイオスはもう1つの軍を弟テオドロスに託してシャーヒーンへの対応にあたらせ、自らは最も小規模な3番目の軍を率いて、サーサーン朝の中心部へ逆侵攻することにした。
626年6月29日、コンスタンティノープルで組織的な総攻撃が始まった。城壁内には1万2000人の熟練した下馬騎兵がひかえて、東ローマ帝国をヨーロッパから完全に追い出そうとする8万人のアヴァール人とその配下のスクラヴェニ族の攻撃に立ち向かった。サーサーン軍はフォカスが廃位されたときにはすでにカルケドンを制圧していたのだが、このアヴァール人が攻城兵器を押し立ててテオドシウスの城壁に迫り始めたときまで、コンスタンティノープル攻撃を試みることはなかった。攻城軍は絶えず投石機でコンスタンティノープルに石を投げ込み続けたが、防衛側はセルギオス1世の宗教的カリスマのおかげで高い士気を維持していた。彼は聖母マリアのイコンを掲げて城壁を行進し、東ローマ帝国が神に守られているということを印象付けた。さらに彼が周辺の農民に、この戦争の宗教的な意義を説いたことで、彼らも迫る異教徒の脅威の前に団結した。
8月7日、サーサーン軍は船でボスポラス海峡を渡り軍をヨーロッパ側に渡らせようとしたが、東ローマ海軍に包囲され撃破された。またスラヴ人は金角湾を渡ってコンスタンティノープルの海の城壁を攻撃し、アヴァール人の本軍は陸上の城壁を攻撃した。これに対し、ボヌス率いる東ローマのガレー船団はスラヴ人の船を体当たりで沈めていった。陸上のアヴァール人も、8月6日から7日にかけて総攻撃を仕掛けたが失敗に終わった。さらに東方でテオドロスがシャーヒーンに対し決定的勝利を挙げたという知らせが届き（シャーヒーンはこの敗北のために失意のうちに死んだと言われている）、アヴァール人は2日間の内にバルカン半島の奥地へ撤退した。彼らがコンスタンティノープルを脅かすことは二度となかった。シャフルバラーズのサーサーン軍はまだカルケドンにいたが、海峡を渡れない彼らだけでコンスタンティノープルを攻略するのは不可能であり、包囲戦はこれをもって終息した。東ローマ帝国では、聖母マリアの加護によって包囲戦が終わったことを祝い、アカティストス（讃美歌）がつくられた。作者は不明だが、セルギオス1世かピシディアのゲオルギオスであると考えられている。

## その後

東ローマ時代のコンスタンティノープル周辺

ホスロー2世の元には、シャーヒーンの敗北の報から立て続けにコンスタンティノープル包囲失敗の報が届いた。失望したホスロー2世はシャフルバラーズの暗殺を命じる手紙をカルケドンのサーサーン軍に送ったが、この密使は東ローマ帝国に捕らえられた。手紙の内容はヘラクレイオスを通じてシャフルバラーズに伝えられた。シャフルバラーズはホスロー2世とヘラクレイオスのどちらを支持するのかを状況に応じて即座に決断できるように自分の軍勢を北部シリアへ移動させた。ホスロー2世の最も熟練した将軍を中立化させたことで、ヘラクレイオスは敵国の最も経験豊富な部隊を離脱させ、イラン侵攻に先立ってその側面の安全を確保した。翌年、ヘラクレイオスは再びメソポタミアに侵攻し、ニネヴェで別のサーサーン軍を破った（ニネヴェの戦い）。さらにサーサーン朝の首都クテシフォンまで進んだ時、既にホスロー2世は廃位されていた。ヘラクレイオスは新たな君主カワード2世と和平を結び、サーサーン軍をエジプトやレバントから撤退させ、メソポタミアやアルメニアの中で、かつて595年ごろの条約の時点で東ローマ帝国領とされていた地域を返還させた。これにより602年から続いた東ローマ帝国とサーサーン朝の戦争は終結した。しかしこの後、内乱のうちに衰退し滅亡していくサーサーン朝に代わってイスラーム・アラブ人の帝国が台頭し、東ローマ帝国はこの新たな敵と再び戦い続けていくことになる（アラブ・東ローマ戦争）。669年と674年、コンスタンティノープルはアラブ人による次の包囲戦を経験する。

## 評価
626年の包囲戦が失敗した最大の要因は、実際に城壁を攻めたアヴァール人が十分な忍耐力と攻城技術を有していなかったことにある。ペルシア人は攻城の経験を持っていたが、コンスタンティノープルの城壁や塔の防御力が圧倒的に勝っていたうえ、制海権を奪えなかったために軍や優れた攻城兵器をボスポラス海峡のヨーロッパ側に送ることができず、両岸で連絡を取ることもできなかった。最終的に、コンスタンティノープルを攻めあぐねたアヴァール人は食糧の備蓄も尽き、撤退せざるを得なくなった。